# 336.ª Brigada de Infantaria Naval de Guardas (Rússia)
A 336.ª Brigada de Infantaria Naval de Guardas (em russo: 336-я отдельная гвардейская морской пехоты) é uma brigada da Infantaria Naval da Rússia, anteriormente parte da Marinha da União Soviética. Tendo sido criada em 1942, durante a Segunda Guerra Mundial, a brigada participou dos esforços soviéticos contra a Alemanha Nazista, na Guerra Civil Síria e na invasão da Ucrânia pela Rússia em 2022.

## História

#### Segunda Guerra Mundial
A origem da 336ª Brigada de Fuzileiros Navais de Guardas Separados remonta ao 347º Regimento de Fuzileiros. Em 21 de março de 1942, foi criado o 347º Regimento de Infantaria de Fuzileiros, que, durante a Grande Guerra Patriótica, percorreu um longo trajeto de combate, desde Stalingrado até o rio Elba.  Este regimento integrava a 308ª Divisão de Fuzileiros (segunda formação), estabelecida em 28 de março de 1942 a partir da base da Escola de Infantaria de Omsk. 
O regimento foi formado, em sua maioria, por militares oriundos de escolas militares, bem como por habitantes das regiões de Omsk, Krai de Altai e Gorny Altai. No final de maio de 1942, a 308ª Divisão de Infantaria foi relocada para o Distrito Militar do Volga, nas proximidades da cidade de Saratov. Em 19 de agosto do mesmo ano, a divisão seguiu para o front, e, em 10 de setembro de 1942, chegou à linha de combate. Lá, entrou em ação contra o inimigo como parte do 24º Exército da Frente de Stalingrado, na área da fazenda estatal de Kotluban, a noroeste de Stalingrado.
Contendo o avanço inimigo, a 308ª Divisão de Infantaria, em retirada, ingressou em Stalingrado no dia 2 de outubro de 1942, sendo incorporada ao 62º Exército. As posições de combate dessa divisão foram estabelecidas na região da fábrica Barrikady. Em 3 de novembro do mesmo ano, a 308ª Divisão de Infantaria cedeu a defesa da fábrica para unidades da 138ª Divisão de Infantaria e foi retirada para a retaguarda. A partir de dezembro de 1942, a divisão passou a integrar a Reserva do Quartel-General do Comando Supremo. Nos meses de março-abril de 1943, ela fazia parte da Frente de Kalinin.
A partir de maio de 1943, o 347º Regimento de Fuzileiros, juntamente com unidades da 308ª Divisão de Fuzileiros, integrou o 3º Exército da Frente de Bryansk, atuando na Saliência de Oriol. Em 12 de julho daquele ano, a 308ª Divisão de Infantaria lançou uma ofensiva bem-sucedida, rompendo as defesas inimigas ao nordeste de Oriol e, em 2 de agosto, alcançou os arredores da cidade. Apenas alguns dias depois, em 5 de agosto, o 347º Regimento e demais forças da divisão conseguiram libertar Oriol. Por seu desempenho exemplar no cumprimento das missões de combate direcionadas à região de Oryol, a 308ª Divisão e suas unidades receberam a distinção de "Guardas", acompanhada por uma mudança na numeração oficial. Além disso, em reconhecimento à coragem e heroísmo demonstrados durante a libertação da cidade, o regimento foi renomeado para 336º Regimento de Guardas em 25 de setembro de 1943, enquanto a 308ª Divisão de Fuzileiros passou a ser conhecida como 120ª Divisão de Fuzileiros de Guardas.
Em 28 de setembro de 1943, o 336º Regimento de Guardas contribuiu para a libertação da cidade de Kostyukovichi, Voblast de Mahilou, na RSS da Bielorrússia. Entre os dias 10 e 30 de novembro do mesmo ano, a 120ª Divisão de Guardas participou da operação ofensiva Gomel-Rechitsa. No dia 2 de agosto de 1944, pelo papel desempenhado na libertação da cidade polonesa de Bialystok, o regimento foi agraciado com o título honorífico de "Bialystok" . Pouco tempo depois, em 15 de setembro de 1944, recebeu ainda a Ordem de Suvorov de 3ª classe .  Já entre os dias 21 e 26 de fevereiro de 1944, a 120ª Divisão de Fuzileiros de Guardas esteve envolvida na operação Rogachev-Zhlobin, durante a qual suas unidades cruzaram o rio Dnipre. Pela captura da cidade de Rogachev, Voblast de Homiel, e conforme determinação do Comandante Supremo, a divisão foi distinguida com o título honorário de "Rogachevskaya".
Entre os dias 24 e 29 de junho de 1944, a 120ª Divisão de Fuzileiros de Guardas desempenhou um papel crucial na Operação Bobruisk, que integrava a operação estratégica bielorrussa. Durante esse período, o 336º Regimento de Guardas esteve envolvido na ruptura das defesas inimigas ao nordeste da cidade de Bobruisk. Posteriormente, entre 5 e 27 de julho de 1944, a mesma divisão participou da Operação Belostok. No dia 27 de julho, o regimento esteve diretamente envolvido nas batalhas que resultaram na libertação da cidade de Bialystok. Em reconhecimento ao desempenho e à conclusão bem-sucedida das missões de combate atribuídas durante a libertação da cidade, o 336º Regimento de Guardas foi agraciado com o título honorário "Bialystok", conforme a Ordem nº 0252 do Comissariado do Povo de Defesa da URSS, emitida em 9 de agosto de 1944.
Em setembro de 1944, o 336º Regimento de Guardas teve um papel decisivo na captura da cidade de Ostrołęka. Como reconhecimento, no dia 15 daquele mês, foi agraciado com a Ordem de Suvorov de 3ª classe. Entre janeiro e abril de 1945, a 120ª Divisão de Guardas participou da ofensiva na Prússia Oriental, operando na região a sudoeste de Königsberg. Por cumprir com êxito as missões de combate destinadas à eliminação das forças inimigas no território, o 336º Regimento foi condecorado, em 15 de abril de 1945, com a Ordem de Alexandre Nevsky . Integrado à 1ª Frente Bielorrussa, o 336º Regimento cruzou o Rio Spree e, nos momentos finais da guerra, combateu na eliminação de grupos inimigos cercados a sudoeste de Berlim . A campanha militar foi concluída com o encontro das tropas americanas no Rio Elba.

#### Período pós-guerra
Relocalização e reforma do regimento
Em 1945, o 336º Regimento de Fuzileiros de Guardas, integrante da 120ª Divisão de Fuzileiros de Guardas, foi transferido do território ocupado da Alemanha para a cidade de Minsk, localizada na RSS da Bielorrússia. Posteriormente, em 1957, com a reorganização que levou à criação das tropas de fuzileiros motorizados, o 336º Regimento de Fuzileiros de Guardas foi transformado no 336º Regimento de Fuzileiros Motorizados de Guardas, integrando a 120ª Divisão de Fuzileiros Motorizados de Guardas Rogachev, pertencente ao Distrito Militar Bielorrusso .
O renascimento do Corpo de Fuzileiros Navais
Em 1963, a alta liderança das Forças Armadas da URSS revisitou sua postura em relação à Marinha. Conforme o plano estratégico delineado, identificou-se a necessidade de unidades capazes de serem transportadas por navios e desempenharem missões de combate terrestre em diferentes regiões ao redor do mundo. Nesse contexto, foi proposta a recriação de um ramo específico das forças armadas, o Corpo de Fuzileiros Navais, que havia sido completamente desativado em 1956. Na Frota do Báltico, a última grande formação de fuzileiros navais foi a 1ª Divisão de Fuzileiros Navais, estacionada na Finlândia, na Península de Porkkala-Udd, e dissolvida em 1948. Essa divisão traçava suas origens à 55ª Divisão de Fuzileiros (2ª formação), estabelecida ainda em dezembro de 1941.
Criação da 336ª Brigada de Fuzileiros Navais de Guardas Separados
Em conformidade com a diretriz do Ministério da Defesa, datada de 7 de junho de 1963, sob o número org/3/50340, o 336º Regimento de Fuzileiros Motorizados de Guardas, integrante da 120ª Divisão de Fuzileiros Motorizados de Guardas do Distrito Militar Bielorrusso, foi reorganizado como o 336º Regimento de Fuzileiros Navais de Guardas Separado . Com isso, ocorreu sua transferência para a Frota do Báltico e sua realocação para a cidade de Baltiysk, situada na Região de Kaliningrado da RSFSR. Essa reorganização marcou o 336º Regimento como a primeira unidade militar do renascido Corpo de Fuzileiros Navais da Marinha da URSS. Posteriormente, em 7 de novembro de 1967, o 336º Regimento de Fuzileiros Navais de Guardas Separado alcançou um feito simbólico ao se tornar a primeira unidade do Corpo de Fuzileiros Navais a ser convidada a participar do desfile militar na Praça Vermelha. Este evento histórico foi realizado em comemoração ao 50º aniversário da Revolução de Outubro .
Em resposta à decisão da liderança das Forças Armadas da URSS de expandir o número de unidades de infantaria de fuzileiros navais, no dia 20 de novembro de 1979, o 336º Regimento de Infantaria de Fuzileiros Navais da Guarda Separada foi reorganizado, dando origem à 336ª Brigada de Infantaria de Fuzileiros Navais da Guarda Separada. Na época de sua criação, a estrutura organizacional e o contingente da 336ª Brigada eram idênticos aos da 61ª Brigada de Fuzileiros Navais da Frota do Norte e da 810ª Brigada de Fuzileiros Navais da Frota do Mar Negro. A composição das brigadas incluía três batalhões de infantaria, uma divisão de artilharia, uma divisão antitanque, uma divisão de artilharia de mísseis antiaéreos e um batalhão de tanques. O efetivo total aproximava-se de 2.000 militares .
Participação dos fuzileiros navais da frota do Báltico em exercícios e campanhas militares
Desde maio de 1967, o 336º Regimento, junto com uma companhia de fuzileiros navais, desempenha missões de combate a bordo de navios de desembarque no Mar Mediterrâneo. A partir de junho de 1967, a atuação do 336º Regimento nessa região foi ampliada, passando a incluir um batalhão completo de fuzileiros navais. 
Em maio de 1969, diante do agravamento da situação no Oriente Médio, a liderança das Forças Armadas da URSS organizou um batalhão reforçado e consolidado de fuzileiros navais. Sua principal missão era proteger o estratégico porto de Porto Saide, no Egito, cedido pelas autoridades egípcias como um dos pontos-chave para o destacamento do esquadrão do Mediterrâneo da Marinha Soviética. Além disso, destacamentos desse batalhão atuavam na proteção dos terminais de petróleo localizados ao longo do Canal de Suez. 
Para formar esse batalhão reforçado, foram convocadas companhias de unidades de fuzileiros de todas as quatro frotas soviéticas, incluindo o 336º Regimento. Esse contingente funcionava em regime de rodízio, com as unidades sendo substituídas a cada quatro meses.  Em setembro de 1969, tropas do 336º Regimento também participaram dos exercícios internacionais "Odra-Nysa", organizados pelo Pacto de Varsóvia no território da República Popular da Polônia.
Em abril de 1970, o 336º Regimento esteve envolvido nos exercícios estratégicos Okean-70. A partir de novembro de 1977, unidades do 336º Regimento começaram a realizar serviços de combate contínuos no Mar Vermelho. Em maio de 1981, um batalhão da 336ª Brigada participou dos exercícios Zapad-81. Entre setembro de 1983 e agosto de 1989, o batalhão da 336ª Brigada de Fuzileiros Navais foi várias vezes destacado para desempenhar missões de combate ao longo da costa de Angola. 
Entre julho e dezembro de 1985, a brigada participou nos exercícios Okean-85. Em 1988, a brigada também esteve presente nos exercícios de outono daquele ano. De 1989 a 1993, frente à deterioração da situação nas repúblicas bálticas após o colapso da URSS, os integrantes da brigada passaram a atuar na proteção e defesa de instalações navais estratégicas, bem como na preservação de monumentos nas cidades de Riga, Liepaja, Klaipeda e Tallinn .
A composição e armamento da brigada em 1989
Nomes reais e condicionais das unidades militares que faziam parte da brigada em 1989 : 
- Comando de Brigada - unidade militar 06017
- 877º batalhão de fuzileiros navais separado - unidade militar 81282;
- 878º batalhão de fuzileiros navais separado - unidade militar 63857;
- 879º batalhão de assalto aerotransportado separado - unidade militar 81280;
- 884º batalhão de infantaria de fuzileiros navais separado ( quadro ) - unidade militar 16140;
- 887º batalhão de reconhecimento separado - unidade militar 81278;
- 102º batalhão de tanques separado [14][15]  — unidade militar 60182;
- 1612ª divisão separada de artilharia autopropulsada - unidade militar 63962;
- 1618ª divisão separada de mísseis antiaéreos e artilharia - unidade militar 70198;
- 1621ª divisão de artilharia antitanque separada, unidade militar 70199
- 1615ª Divisão de Artilharia de Foguetes Separada
- Batalhão de reparos separado
- Empresa de desembarque de engenheiros
- Empresa de comunicações
- Batalhão separado de logística

A brigada estava armada com o seguinte equipamento militar 
- BTR-80 - 96 unidades;
- BTR-60 - 64 unidades;
- T-55 - 40 unidades;
- PT-76 - 26 unidades;
- 2S1 - 18 unidades;
- 2S9 - 24 unidades;
- LMF "Grad-1" - 18 unidades;
- ZSU-23-4 "Shilka" - 8 unidades;
- SAM Strela-10 - 8 unidades;
- ATGM 9P148 "Konkurs"  - 9 unidades.
- Canhão de campanha BS-3 de 100 mm - 18 unidades.
- BRDM-2 - 14 unidades.

Nas Forças Armadas Russas
Reforma e participação em exercícios

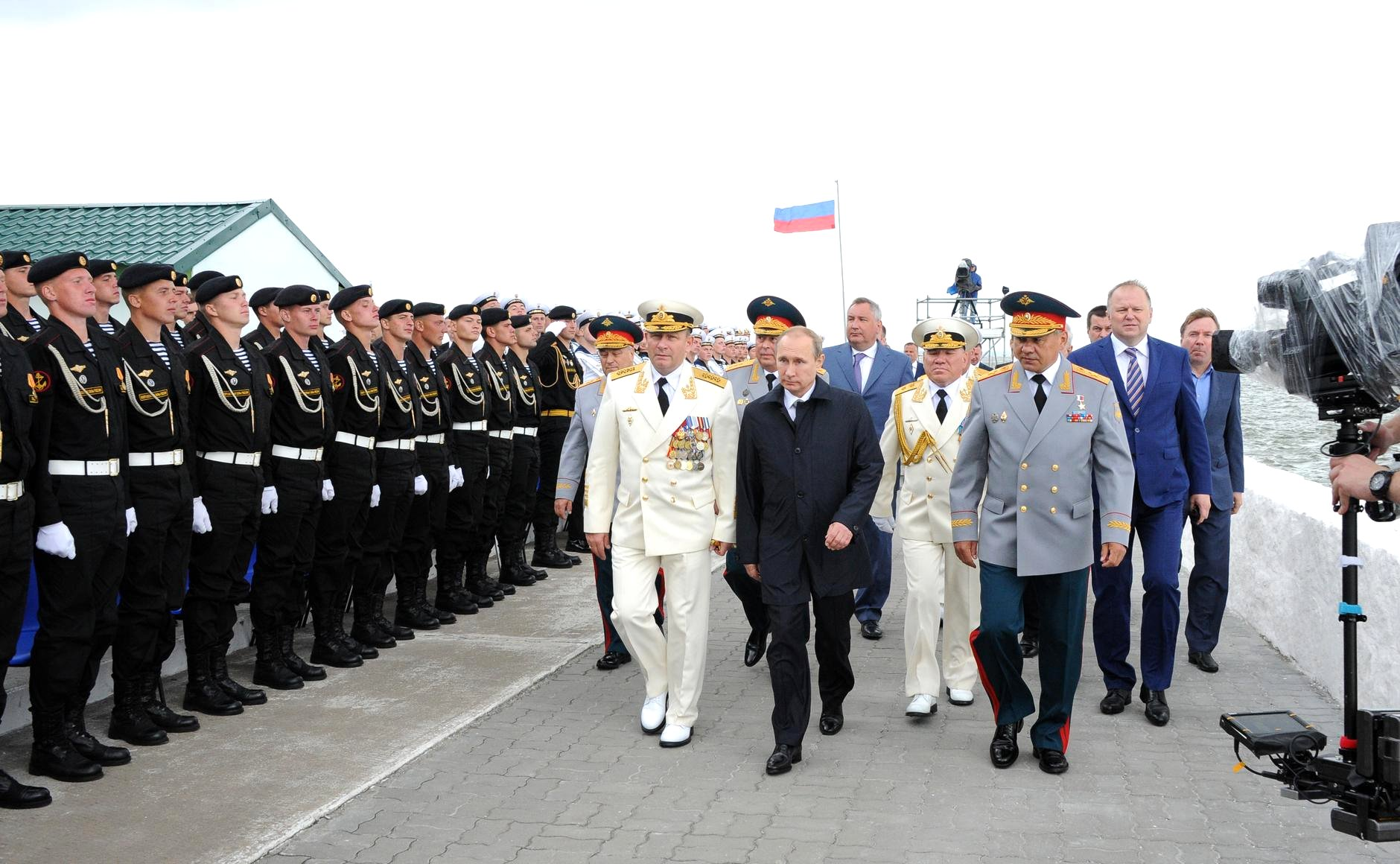
O Presidente da Rússia visita a 336ª brigada de fuzileiros navais separada no Dia da Marinha em Baltiysk, 26 de julho de 2015.

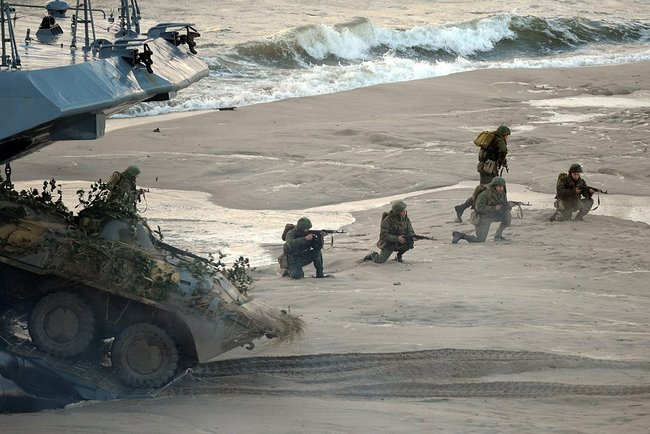
Desembarque de uma unidade da 336ª brigada de fuzileiros navais separada durante os exercícios "Zapad-2013"

Após o colapso da União Soviética, a 336ª Brigada passou a integrar as Forças Armadas da Federação Russa. Em 1992, o 112º Batalhão de Tanques Independente, a 1615ª Divisão de Artilharia de Foguetes e a 1621ª Divisão de Artilharia Antitanque foram desativados. Já em 2000, a brigada incorporou o 724º Batalhão de Reconhecimento e a 1592ª Divisão de Artilharia Autopropulsada, ambos recém-formados. No mesmo ano, a 336ª Brigada alocou 189 militares para compor a 77ª Brigada de Fuzileiros Navais de Guardas da Flotilha do Cáspio. Em 2003, participou dos exercícios navais internacionais "Baltops-2003". No ano seguinte, integrou as manobras "Baltops-2004". Entre agosto e outubro de 2004, unidades da brigada conduziram missões no Mar Mediterrâneo, com escalas nos portos de Cartagena e Cannes. Em setembro de 2009, destacamentos da 336ª Brigada participaram dos exercícios conjuntos russo-bielorrussos "Zapad-2009" .
Em setembro de 2013, durante os exercícios Zapad-2013, a 336ª Brigada realizou um desembarque conjunto em uma cabeça de ponte simulada, junto com militares do 350º Batalhão Móvel de Guardas Separados das Forças Armadas da República da Bielorrússia. Nos meses de agosto de 2019 e 2020, a brigada também participou dos exercícios interfrotas Ocean Shield, que incluíram a realização de operações de desembarque de tropas em uma costa desprovida de infraestrutura.

#### A participação da brigada em operações militares na Chechênia

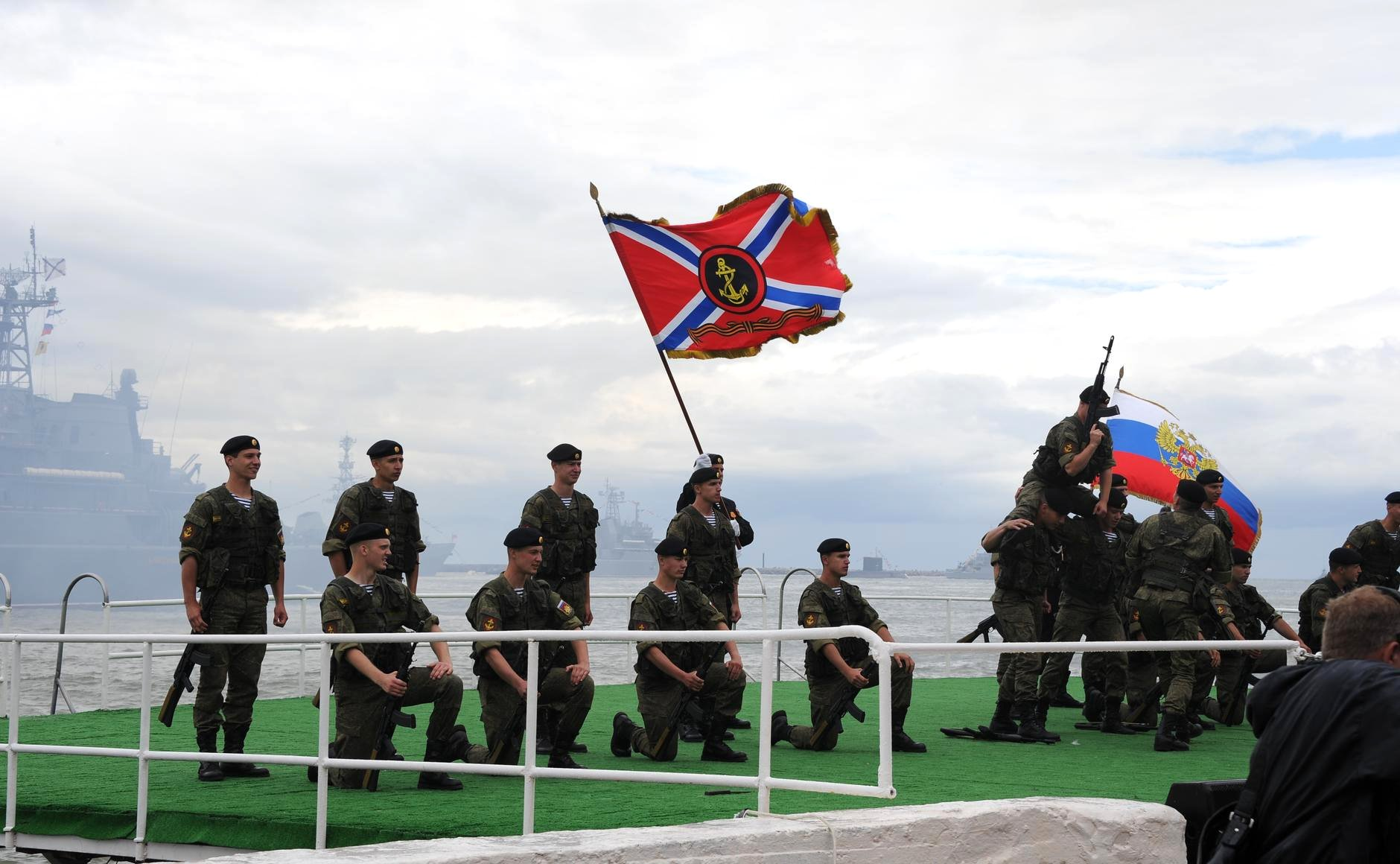
Discurso de militares da 336ª brigada de fuzileiros navais separada perante o presidente da Rússia, 26 de julho de 2015.

De janeiro a junho de 1995, unidades militares da 336ª Brigada estiveram envolvidas na Primeira Guerra Chechena.
O envio de militares para a zona de combate foi efetuado em 2 fases, no âmbito de 2 batalhões combinados  .
879º Batalhão de Assalto Aerotransportado Separado
O primeiro batalhão combinado foi formado com base no 879º Batalhão de Assalto Aerotransportado Separado (879º ODSHB). Dada a grave situação que se desenrolava na Chechênia após o ataque realizado em Grózni durante o Ano Novo, a liderança militar ordenou, no início de 1995, que o 879º Batalhão de Assalto Aerotransportado fosse mobilizado com urgência para operações de combate. Para atender a essa exigência, foram alocados militares provenientes de 75 unidades militares diferentes e também de embarcações da Frota do Báltico.
Já em 3 de janeiro daquele ano, o batalhão foi deslocado, em sua totalidade, para um campo de treinamento, com o objetivo de realizar a coordenação de combate. Contudo, sem ter tempo suficiente para completar os exercícios táticos em nível de batalhão e as práticas de tiro real, no dia 7 de janeiro o comandante do 879º recebeu ordens para preparar toda a sua equipe para o transporte aéreo por aeronaves militares dentro de um prazo de apenas 24 horas.
Em 8 de janeiro, o batalhão foi transportado de Kaliningrado para a cidade de Primorsko-Akhtarsk, Krai de Krasnodar. No dia seguinte, foi transferido para Mozdok, de onde seguiu em colunas rumo a Grozny, chegando ao destino em 11 de janeiro. Durante a noite de 14 para 15 de janeiro, o 879º Batalhão de Assalto Aerotransportado substituiu unidades dos 104º e 137º Regimentos de Paraquedistas, que haviam sofrido severas baixas nos combates pelo palácio presidencial. 
O 879º batalhão foi então encarregado de capturar o chamado "Bairro Verde", situado nas proximidades do palácio presidencial. Após essa conquista, iniciou operações para estabelecer uma cabeça de ponte na margem direita do rio Sunzha. A unidade permaneceu ativa na República Chechena até 4 de março de 1995, quando foi retirada da região de combate. Em 7 de março, foi transportada de volta ao Oblast de Kaliningrado e reinstalada em sua base permanente. Ao todo, o batalhão participou de 47 dias de combates intensos na linha de frente, sofrendo 26 perdas fatais e contabilizando 70 feridos .
877º Batalhão de Fuzileiros Navais Separado

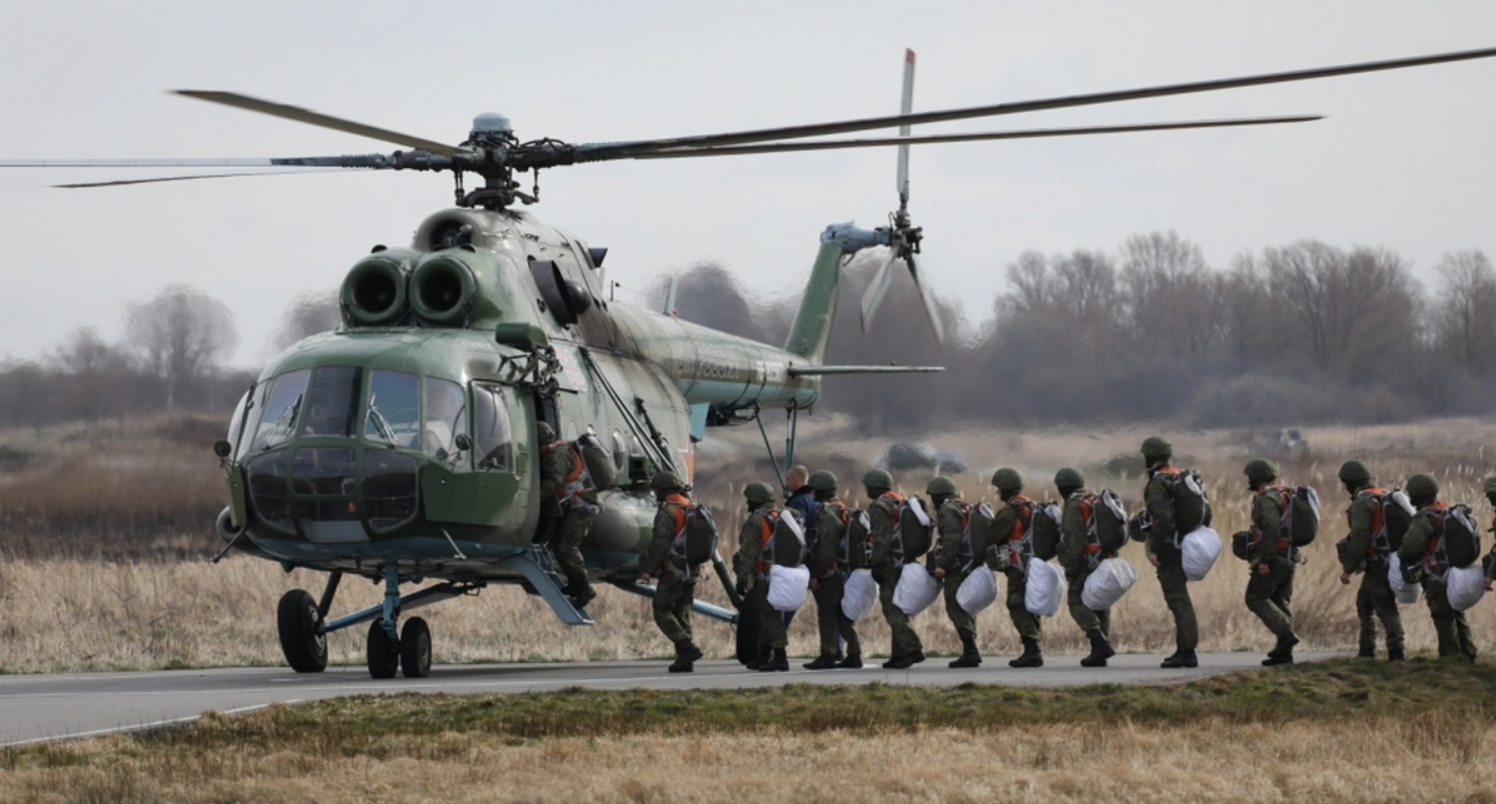
Fuzileiros navais da brigada praticando pouso aéreo

O segundo batalhão combinado da 336ª Brigada foi formado a partir do 877º Batalhão de Fuzileiros Navais Separado.Considerando a experiência da missão anterior do 879º Batalhão de Assalto Independente, o processo de formação e treinamento do segundo batalhão recebeu maior atenção. O período de preparação ocorreu entre 29 de março e 3 de maio de 1995, totalizando 34 dias. O reforço do batalhão combinado envolveu a participação de unidades da Frota do Báltico, incluindo destacamentos da Base Naval de Leningrado. Em abril daquele ano, em um campo de treinamento próximo a Baltiysk, o 877º Batalhão conduziu exercícios para a coordenação de combate do efetivo.  No dia 3 de maio de 1995, o batalhão foi transportado via aviões de carga militar para a cidade de Mozdok. Poucos dias depois, em 5 de maio, foi transferido para o aeródromo de Khankala.
A liderança militar estruturou o 106º Regimento Combinado de Fuzileiros Navais, formado a partir de unidades integradas da 55ª Divisão de Fuzileiros Navais da Frota do Pacífico. Dentro dessa composição, o 877º Regimento Motorizado de Fuzileiros se tornou o 3º Batalhão do novo regimento. O 877º Regimento, junto com as demais unidades do 106º Regimento de Fuzileiros Navais, desempenhou um papel ativo em operações de combate nas áreas montanhosas da Chechênia, focadas na eliminação de militantes. Além disso, participou da captura de diversos assentamentos estratégicos, incluindo Shali, Serzhen-Yurt, Makhkety e Vedeno.
Em 23 de junho, o 877º Regimento de Fuzileiros Motorizados transferiu suas posições para as unidades do 506º Regimento de Fuzileiros Motorizados de Guardas. No dia 29 de junho de 1995, o batalhão foi transportado para o campo de aviação de Chkalovsk, Oblast de Kaliningrado, utilizando aeronaves de transporte militar. Durante os 53 dias de permanência na Chechênia, o batalhão registrou perdas significativas, com um total de 20 militares mortos e 51 feridos . No período entre 3 de janeiro e 23 de junho de 1995, durante os combates, a brigada sofreu a perda de 46 militares . Ao longo dessa campanha, 410 integrantes da brigada foram condecorados com ordens e medalhas, e cinco deles receberam o título de Herói da Rússia. 
A composição atual da brigada

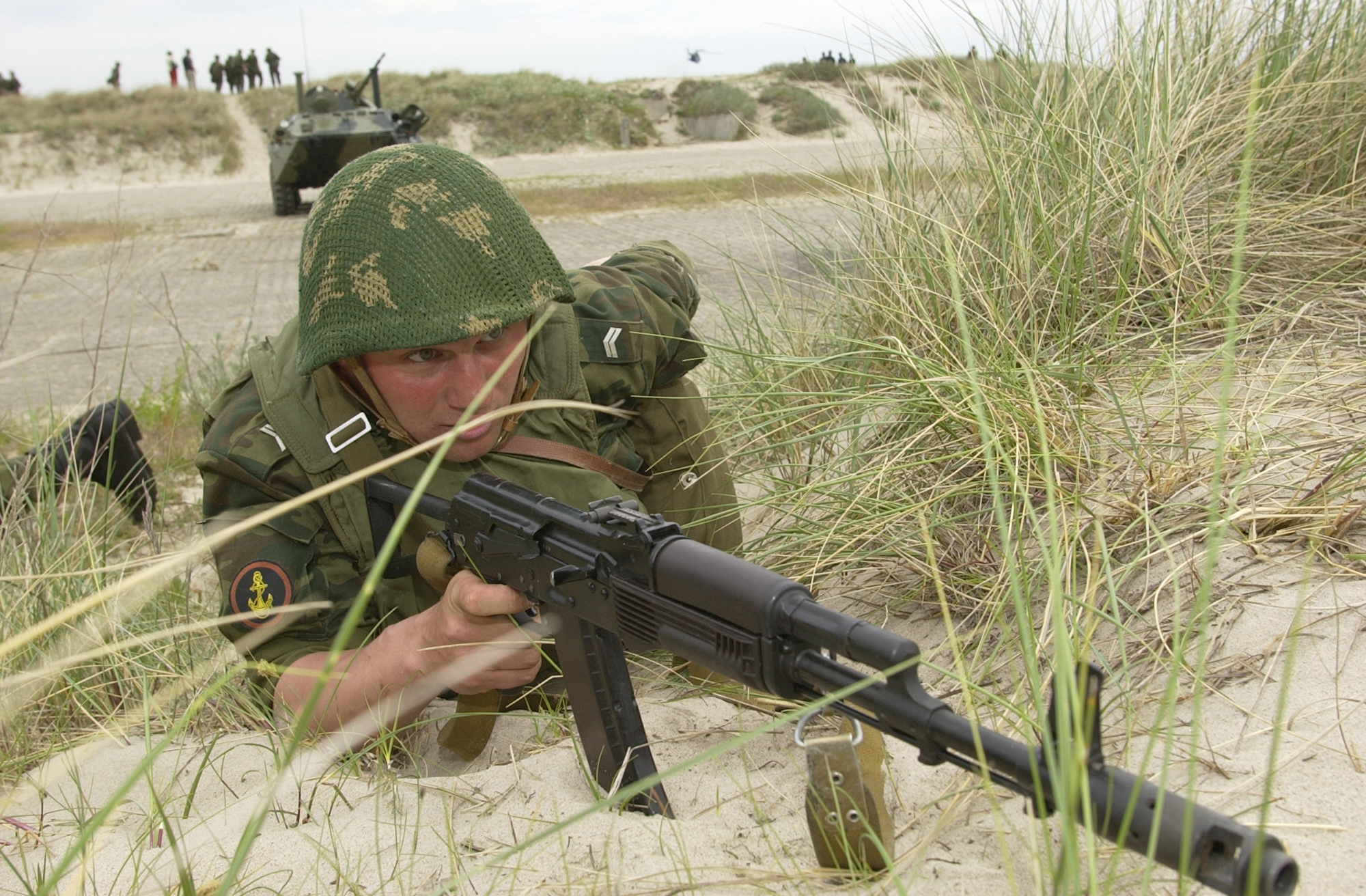
Um militar da 336ª brigada de fuzileiros navais nos exercícios internacionais "Baltops-2003"

No momento histórico atual, a unidade é composta pelas seguintes unidades militares :
- Comando da 336ª Brigada - unidade militar 06017 Baltiysk
  - companhia de atiradores;
  - companhia de assalto aerotransportado;
  - empresa de comunicações;
  - bateria de mísseis guiados antitanque;
  - empresa de lança-chamas;
  - empresa de engenharia e aerotransportada;
  - empresa de suporte técnico;
  - empresa médica;
  - pelotão do comandante.
- 877º batalhão de fuzileiros navais separado (unidade militar 81282) - Sovetsk;
- 879º Batalhão de Assalto Aerotransportado Separado (unidade militar 81280) - Baltiysk;
- 884º batalhão de fuzileiros navais separado (unidade militar 16140) - Baltiysk;
- 724º Batalhão de Reconhecimento Separado (unidade militar 49418) - Baltiysk;
- 1612ª divisão de artilharia autopropulsada separada (unidade militar 63962) - Baltiysk;
- 1592ª divisão de artilharia autopropulsada separada - Baltiysk;
- 1618ª divisão separada de mísseis antiaéreos e artilharia (unidade militar 70198) - Pereslavskoye.

Invasão do território ucraniano em 2022
Em 2022, as unidades da brigada estiveram envolvidas na invasão em larga escala da Ucrânia pelas forças russas. Nos primeiros dias da ofensiva, havia um plano inicial de utilizar as unidades da 336ª Brigada para realizar um desembarque anfíbio entre Micolaíve e Odessa. No entanto, após uma operação de reconhecimento, as unidades sofreram perdas significativas, e alguns navios acabaram destruídos.  
Posteriormente, a brigada avançou a partir da Crimeia em direção ao território ucraniano controlado por Kiev, participou de combates na região de Mariupol e enfrentou baixas severas . Entre as perdas notáveis, registrou-se a morte do chefe do estado-maior da brigada, o Coronel da Guarda Ruslan Shirin, em 28 de maio de 2022 . No início de setembro do mesmo ano, 40 fuzileiros navais e o oficial político da brigada, com patente de tenente-coronel, também foram mortos . 

## Prêmios
Prêmios e títulos honoríficos da brigada
A 336ª Brigada herdou seus prêmios e títulos honorários de seu antecessor, o 336º Regimento de Fuzileiros de Guardas  :
- Em 9 de agosto de 1944, por ordem do Comissariado do Povo de Defesa da URSS, o regimento recebeu o título honorário de "Bialystok";
- Em 15 de setembro de 1944 recebeu a Ordem de Suvorov de 3ª classe;
- Em 15 de abril de 1945 recebeu a Ordem de Alexandre Nevsky;
- Em 1973, a brigada foi premiada com a Flâmula do Ministro da Defesa da URSS "Por coragem e valor militar"
- Em 4 de novembro de 2022, ela foi condecorada com a Ordem de Jukov por “heroísmo em massa e bravura, fortaleza e coragem demonstradas pelo pessoal da brigada em operações de combate para defender a Pátria e os interesses do Estado” [23].

Premiação dos militares da brigada

Pela coragem e heroísmo demonstrados na execução de missões de combate atribuídas aos militares da 336ª Brigada durante a Primeira Guerra da Chechênia, mais de 800 pessoas receberam prêmios estaduais e 5 delas receberam o título de Herói da Rússia .